# Anders Jonason
Jonas Anders Jonason, född 19 mars 1925 i Stockholm, död 3 november 1993 i Vaxholm, var en svensk journalist, författare och översättare.

## Biografi
Anders Jonason, som var son till David Jonason och Elsa Jonason, ogift Danielson, blev fil. kand. 1950 och medarbetade i Dagens Nyheter 1944, i Aftonbladet 1949–1950, i Expressen 1954–1969, i Sveriges Radio 1960–1962 och i Folket i Bild/Kulturfront från 1973.
Hans första romaner var deckare om journalisten Dick Mattsson på tidningen Kvällsbladet i Stockholm, och de är för sin tid ganska hårdkokta. År 1953 vann han i en tävling Svenska Detektivromanpriset för debutboken Mord med mera (1953) och tilldelades en prissumma på 15 000 kr.
I fotoboken Konsten att vara där (1992) skriver han om vännen Christer Strömholm, och berättar i förordet till boken om när han följde med denne till Paris för att göra reportage om bidonviller.
Jonason gifte sig 1964 med klädformgivaren Kerstin Lokrantz, och de fick tillsammans dottern Elsa Lokrantz (född 1964).

## Filmografi
- 1975 – Ägget är löst!
- 1979 – Kristoffers hus

### Manus
- 1955 – Mord, lilla vän

### Fotnoter
1. ↑  ”Anders Jonason”. Svensk Filmdatabas. http://sfi.se/sv/svensk-filmdatabas/Item/?type=PERSON&itemid=64843&ref=%2ftemplates%2fSwedishFilmSearchResult.aspx%3fid%3d1225%26epslanguage%3dsv%26searchword%3dAnders+Jonason%26type%3dPerson%26match%3dBegin%26page%3d1%26prom%3dFalse. Läst 8 juli 2012.
2. ↑  JONASON, A DAVID, fd chefredaktör, Bromma i Vem är Vem / Stor-Stockholm 1962 / s 653.
3. ↑  Litteraturlexikon: svensk litteratur under 100 år (Natur och kultur, 1974), s. 120-121
4. ↑  "Dick Mattsson, privatdetektiv på 50-talet" av Bertilius (2006)
5. 1 2  Strömholm, Christer (1991). Konsten att vara där. Norstedts. ISBN 9118934226. OCLC 29685300. https://www.worldcat.org/oclc/29685300